# Hubert Leitgeb
Hubert Leitgeb (Rasun Anterselva, 31 ottobre 1965 – Rasun Anterselva, 4 febbraio 2012) è stato un biatleta italiano.

## Biografia
In Coppa del Mondo esordì il 16 gennaio 1986 nell'individuale di Anterselva, dove chiuse al 29º posto. Conquistò il primo podio nel 1992 nell'individuale di Novosibirsk (3°) e l'unica vittoria il 17 marzo 1994 nell'individuale di Canmore. Complessivamente, in carriera ottenne diciotto piazzamenti nei primi dieci.
Partecipò a due edizioni dei Giochi olimpici invernali, Albertville 1992 (26° in sprint, 4° in staffetta con i compagni di squadra Pieralberto Carrara, Johann Passler e Andreas Zingerle) e Nagano 1998 (35° in sprint) e a sei dei Mondiali, in cui vinse due medaglie d'oro, a Lahti 1991 e Canmore 1994, ed una di bronzo, a  Ruhpolding 1996, tutte nella specialità della gara a squadre. Sempre per quanto concerne i campionati iridati tra i piazzamenti di rilievo si annoverano il 14º posto nell'individuale di Feistritz 1988, il 4º posto in staffetta ad Anterselva 1995, il 4º posto nell'individuale di Ruhpolding 1996 e il 10º posto nella gara a squadre di Osrblie 1997.
Il 4 febbraio 2012 è deceduto durante un'escursione di scialpinismo sul Passo Stalle in Val Pusteria, travolto da una valanga.

## Palmarès

### Mondiali
- 3 medaglie:
  - 2 ori (gara a squadre a Lahti 1991; gara a squadre a Canmore 1994)
  - 1 bronzo (gara a squadre[2] a Ruhpolding 1996)

### Coppa del Mondo
- Miglior piazzamento in classifica generale: 22º nel 1996
- 2 podi (entrambi individuali[3]), oltre a quello conquistato in sede iridata e valido anche ai fini della Coppa del Mondo:
  - 1 vittoria
  - 1 terzo posto

#### Coppa del Mondo - vittorie
| Data          | Località | Nazione | Specialità |
| ------------- | -------- | ------- | ---------- |
| 17 marzo 1994 | Canmore  | Canada  | IN         |

Legenda:

IN = individuale

### Campionati italiani
- 10 medaglie:
  -  3 ori
  -  4 argenti
  -  3 bronzi[senza fonte]